# فيرناند لابري
فيرناند لابري (بالفرنسية: Fernand Labrie)‏ (و. 1937 – 2019 م) هو باحث كندي، ولد في مدينة كيبك، توفي في مدينة كيبك، عن عمر يناهز 82 عاماً.

## التعليم
تعلم في جامعة لافال.

## جوائز
حصل على جوائز منها:
- جائزة الملك فيصل العالمية في الطب (2007)
- Marcel Vincent Prize  [لغات أخرى]‏ (أكتوبر 1976)[5]
- ضابط وسام كندا
- زمالة الجمعية الملكية الكندية.